# Hieracium murorum
Hieracium murorum — вид рослин з родини айстрових (Asteraceae), поширений у Європі, Туреччині, Кавказі.

## Опис
Рослини 25–60+ см. Стебла проксимально волосаті (волоски 1–3+ мм), дистально волосаті й залозисті. Листя: базальних 3–6, стеблових (0–)2–3+; пластини (часто пурпурно-плямисті), ±еліптичні, 50–110 × 25–45 мм, довжина у 1.5–3 рази більша від ширини, основи від округлих до урізаних, поля ±зубчасті, верхівки ±тупі, поверхні волосаті. Голів 5–8. Сім'янки 2.5–3 мм. 

## Поширення
Поширений у Європі, на заході Азії (Туреччині, Вірменії, Грузії); натуралізований у Канаді й США.

## Галерея

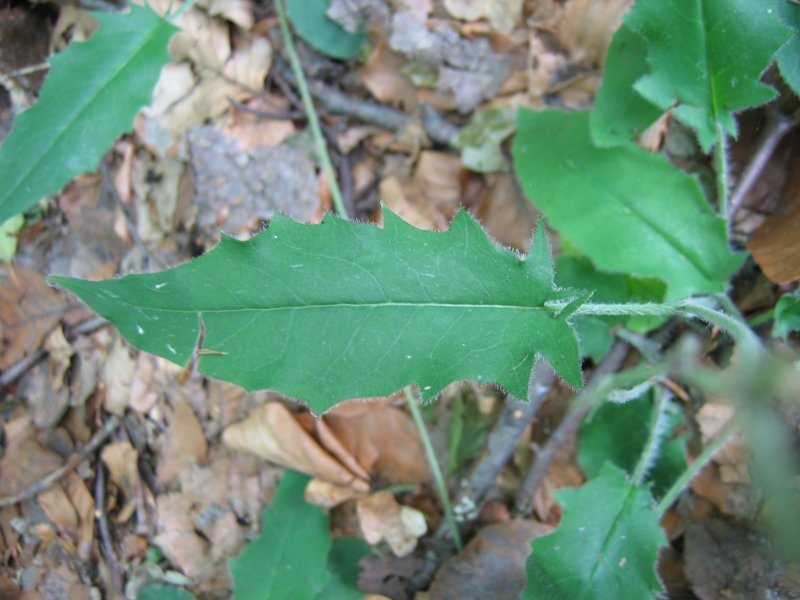
листок
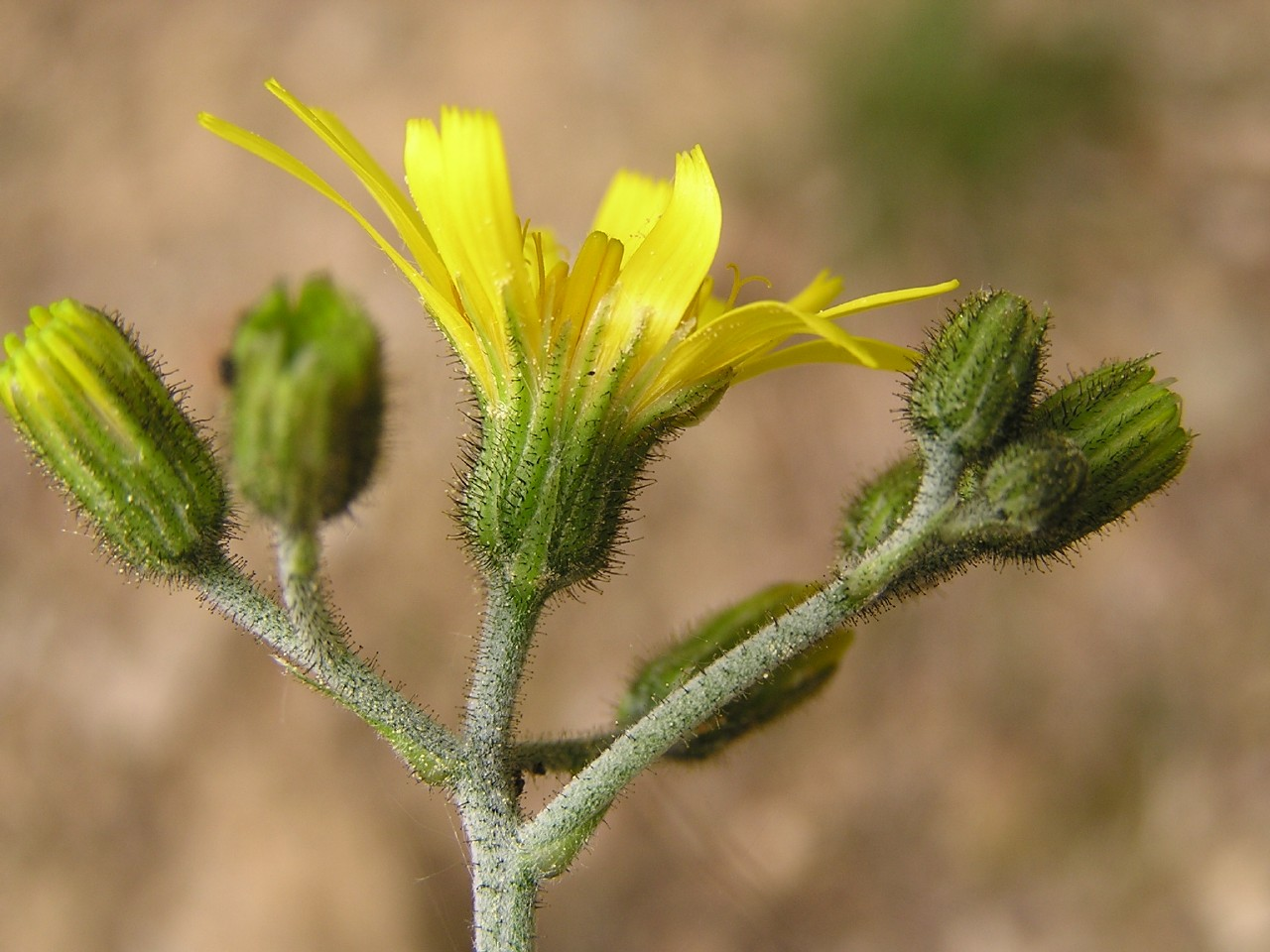
суцвіття
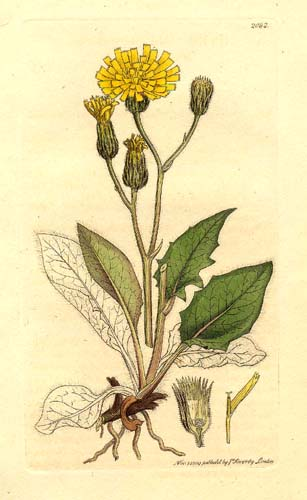
ілюстрація